# Enric Batlló i Batlló
Enric Batlló i Batlló   (Barcelona, 16 de desembre de 1848 - Barcelona, 26 de desembre de 1925) va ser un industrial català.

## Biografia
Va ser un del set fills de l'industrial Feliu Batlló i Barrera (Olot, 1819 - Barcelona, 1898) i la seva neboda Margarida Batlló i Dachs (†1883).
Secundà el moviment excursionista, els Jocs Florals i el Primer Congrés Internacional de la Llengua Catalana (1906). S'adherí al Primer Congrés Catalanista (1880), formà part de la comissió que organitzà el Centre Català (1882) i donà suport al Memorial de Greuges (1885). Membre de la Lliga de Catalunya (1887), una vegada constituïda la Unió Catalanista (1891), fou designat delegat a les Assemblees de Manresa (1892), Balaguer (1894), Olot (1895), Terrassa (1901) i Barcelona (1904).
Col·leccionista d'art, la talla romànica coneguda com a Majestat Batlló, actualment al Museu Nacional d'Art de Catalunya, va ser una donació seva feta el 1914 a la Diputació de Barcelona.

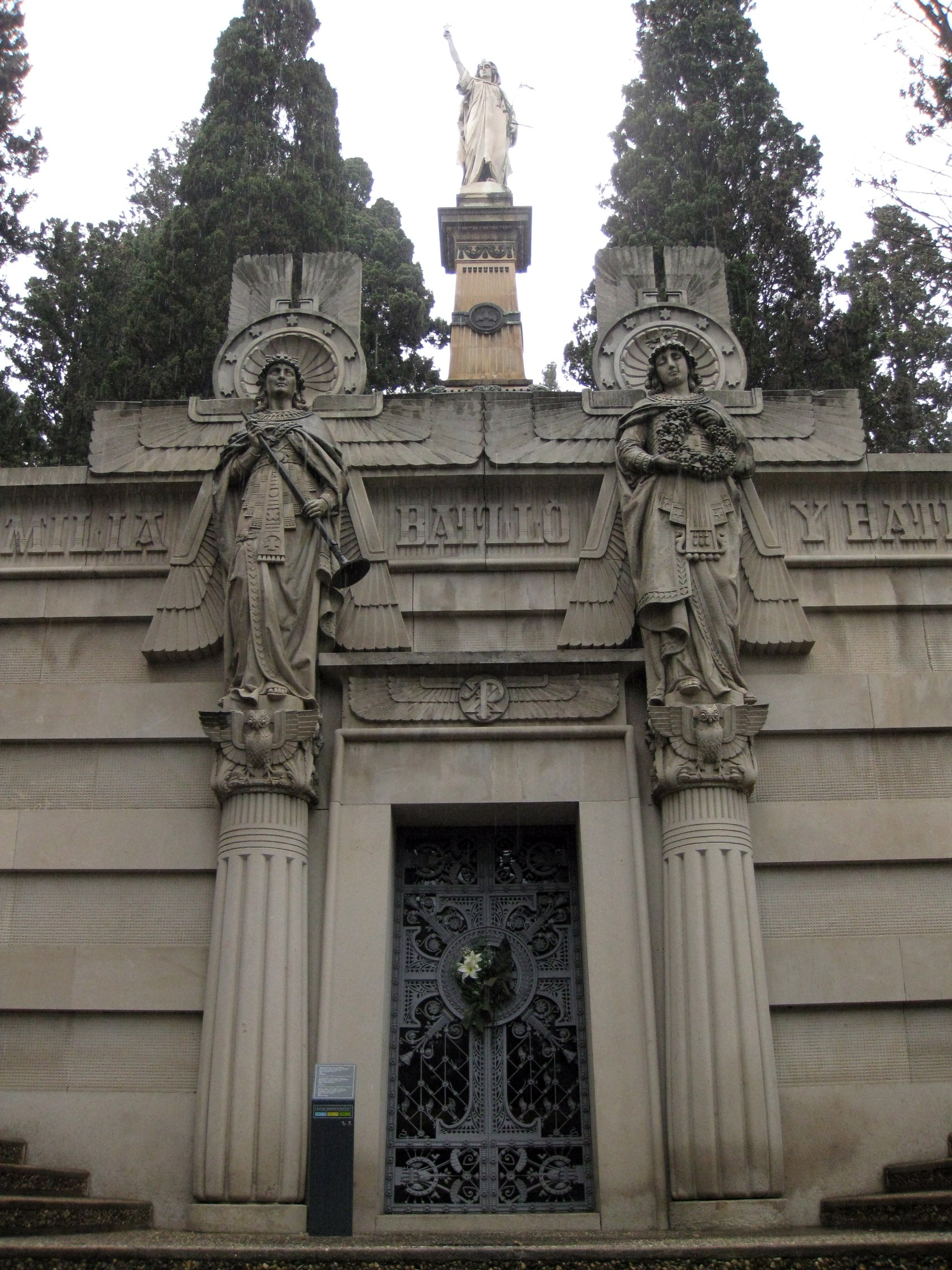
Panteó Batlló i Batlló, al Cementiri de Montjuïc